# Венская книга образов
«Венская книга образов» (нем. Wiener Musterbuch) — коллекция из 56 рисунков серебряным карандашом. Создана около 1410/1420 года неизвестным богемским мастером из Праги. Более поздние дополнения датируются около 1430/1440 годами и сделаны в Вене. Хранится в Кунсткамере в Музее истории искусств, Вена (ин. номер: КК 5004, кожаный футляр УК 5004).
Так называемая «Венская книга образов» — набор орнаментов, который, вероятно, был собран для того, чтобы иметь их под рукой в мастерской или для показа заказчикам. На рисунках изображены головы людей и звери. Также они изображают христианские религиозные и придворные темы.
Художник старался придерживаться «мягкого стиля», характерного для периода около 1400 года. Король Вацлав IV (1361—1419), имевший резиденцию в Праге, очень любил книжное искусство. Художник, вероятно, работал для королевского окружения. Соответствующий кожаный футляр был изготовлен несколько позже для того, чтобы сохранить хрупкие и высоко ценимые уже на то время работы. Петли по бокам футляра предназначались для крепления его на одежде и транспортировки.